# Escândalo do Nigergate
O Escândalo do Nigergate,, também chamado de farsa do urânio do Níger (em inglês:  Niger uranium forgeries) é um escândalo político originário de documentos forjados inicialmente divulgados em 2001 pela SISMI (a antiga agência de inteligência militar da Itália), que retratavam uma tentativa feita pelo Iraque de Saddam Hussein comprar pó de urânio de bolo amarelo do Níger durante a crise do desarmamento do Iraque. Com base nesses documentos e outros indicadores, os governos dos Estados Unidos e do Reino Unido afirmaram que o governo iraquiano violou as sanções contra o Iraque  das Nações Unidas ao tentar adquirir material nuclear com o objetivo de criar armas de destruição em massa. Este dossiê forneceu o respaldo moral para a invasão anglo-estadunidense do Iraque.

## Histórico
Em setembro de 2002, enquanto o governo de George W. Bush preparava seus planos para atacar o Iraque, o diretor da CIA, George Tenet, e o secretário de Estado, Colin Powell, declararam ao Comitê de Relações Exteriores do Senado dos Estados Unidos que Saddam Hussein estava tentando comprar bolo amarelo no Níger. Ao mesmo tempo, o governo britânico de Tony Blair também afirma que o ditador iraquiano tentaria comprar urânio em um país africano. Em dezembro de 2002, o Departamento de Estado dos Estados Unidos repetiu essa acusação em um relatório intitulado Illustrative Examples of Omissions From the Iraqi Declaration to the United Nations Security Council.
Durante seu discurso sobre o Estado da União em 28 de janeiro de 2003, o presidente George W. Bush destacou esse caso, citando fontes da inteligência britânica: "O governo britânico soube que Saddam Hussein recentemente buscou quantidades significativas de urânio na África". Mais tarde, seu governo diria que "essas 16 palavras nunca deveriam ter sido incluídas" no discurso à União, atribuindo o erro à CIA.
No entanto, três oficiais estadunidenses tentaram verificar essas alegações em fevereiro de 2002. O vice-comandante das Forças Armadas dos Estados Unidos na Europa, general Carlton W. Fulford, Jr., foi ao Níger para se encontrar com presidente do país, Mamadou Tandja, acompanhado pelo embaixador norte-americano no Níger, Barbro Owens-Kirkpatrick. Ele concluiu que havia poucas chances de que parte do urânio do Níger tivesse sido desviado dos canais oficiais e enviou seu relatório ao secretário do Estado-Maior Conjunto, o general Richard Myers. Owens-Kirkpatrick tirou conclusões semelhantes, também enviando um relatório ao Departamento de Estado dos Estados Unidos. Além disso, segundo a CNN (em 14 de março de 2003, antes da invasão do Iraque), a Agência Internacional de Energia Atômica (AIEA) também havia considerado os documentos como falsificados. Finalmente, em 2002, a CIA enviou o embaixador Joseph C. Wilson para verificar essas alegações. Ele voltou da viagem confirmando a farsa, mas os agentes da CIA posteriormente se omitiram de transmitir essa informação ao diretor da agência.
Em 6 de julho de 2003, após a invasão do Iraque, Joseph Wilson publicou um artigo de opinião no The New York Times, intitulado What I Didn't Find in Africa, que expõe a mentira de Bush durante o discurso sobre o Estado da União de 2003. No entanto, essas falsas acusações contra Saddam Hussein foram o principal pretexto para o ataque ao Iraque. Dias depois, o comentarista conservador Robert Novak afirma que a decisão de enviar Joseph Wilson não foi tomada pelo diretor da CIA, George Tenet, mas que ele teria sido enviado a conselho de sua esposa, Valerie Plame. Ao fazê-lo, revela que esta última era uma agente da CIA, o que constitui crime federal nos Estados Unidos. Esse é o início do caso Plame-Wilson.